# Girolamo Emiliani
Girolamo Emiliani, född 1486 i Venedig, död 8 februari 1537 i Somasca, Lombardiet, var en italiensk romersk-katolsk präst och grundare av somaskerorden. Han vördas som helgon i Romersk-katolska kyrkan, med minnesdag den 8 februari.

### Webbkällor
- ”St. Jerome Emiliani”. Catholic Encyclopedia. New Advent. http://www.newadvent.org/cathen/08343a.htm. Läst 8 februari 2018.
- ”San Girolamo Emiliani (Miani), fondatore”. Santi e Beati. http://www.santiebeati.it/Detailed/26050.html. Läst 8 februari 2018.